# فینال جام ملت‌های اروپا ۱۹۶۴
فینال جام ملت‌های اروپا ۱۹۶۴، رقابت پایانی جام ملت‌های اروپا ۱۹۶۴ است که مابین تیم ملی فوتبال اسپانیا و تیم ملی فوتبال شوروی در ورزشگاه سانتیاگو برنابئو، مادرید برگزار شده‌است.
این مسابقه که در تاریخ ۲۱ ژوئن ۱۹۶۴ انجام شده‌است با نتیجه ۲ بر ۱ به سود تیم ملی فوتبال اسپانیا به پایان رسید.